# Primera División Uruguaya 1994
Il campionato era formato da tredici squadre e il Peñarol vinse il titolo.

## Apertura
| Pos. | Squadra              | G  | V | N | P | GF | GS | Punti |
| ---- | -------------------- | -- | - | - | - | -- | -- | ----- |
| 1    | Defensor Sporting    | 12 | 7 | 3 | 2 | 17 | 11 | 17    |
| 2    | Peñarol              | 12 | 9 | 0 | 3 | 29 | 9  | 16    |
| 3    | Basáñez              | 12 | 6 | 4 | 2 | 14 | 12 | 16    |
| 4    | Cerro                | 12 | 6 | 3 | 3 | 16 | 11 | 15    |
| 5    | Montevideo Wanderers | 12 | 6 | 2 | 4 | 17 | 18 | 14    |
| 6    | Nacional             | 12 | 6 | 3 | 3 | 25 | 14 | 13    |
| 7    | River Plate          | 12 | 5 | 2 | 5 | 17 | 17 | 12    |
| 8    | Progreso             | 12 | 4 | 2 | 6 | 17 | 17 | 10    |
| 9    | Liverpool            | 12 | 3 | 3 | 6 | 11 | 16 | 9     |
| 10   | Rampla Juniors       | 12 | 2 | 5 | 5 | 10 | 17 | 9     |
| 11   | Danubio              | 12 | 2 | 5 | 5 | 8  | 15 | 9     |
| 12   | Central Español      | 12 | 2 | 3 | 7 | 8  | 20 | 7     |
| 13   | Bella Vista          | 12 | 0 | 5 | 7 | 13 | 25 | 5     |

G = Partite giocate; V = Vittorie; N = Nulle/Pareggi; P = Perse; GF = Goal fatti; GS = Goal subiti; 

## Clausura
| Pos. | Squadra              | G  | V  | N | P | GF | GS | Punti |
| ---- | -------------------- | -- | -- | - | - | -- | -- | ----- |
| 1    | Peñarol              | 12 | 10 | 0 | 2 | 33 | 9  | 18    |
| 2    | Nacional             | 12 | 7  | 3 | 2 | 19 | 11 | 15    |
| 3    | Cerro                | 12 | 4  | 6 | 2 | 15 | 13 | 14    |
| 4    | Montevideo Wanderers | 12 | 5  | 4 | 3 | 19 | 14 | 14    |
| 5    | Defensor Sporting    | 12 | 4  | 5 | 3 | 12 | 7  | 13    |
| 6    | Central Español      | 12 | 5  | 3 | 4 | 15 | 16 | 13    |
| 7    | Liverpool            | 12 | 5  | 2 | 5 | 13 | 11 | 12    |
| 8    | River Plate          | 12 | 4  | 2 | 6 | 9  | 9  | 10    |
| 9    | Rampla Juniors       | 12 | 2  | 6 | 4 | 5  | 11 | 10    |
| 10   | Danubio              | 12 | 3  | 3 | 6 | 11 | 18 | 9     |
| 11   | Bella Vista          | 12 | 3  | 3 | 6 | 11 | 19 | 9     |
| 12   | Basáñez              | 12 | 2  | 4 | 6 | 9  | 19 | 8     |
| 13   | Progreso             | 12 | 3  | 1 | 8 | 7  | 21 | 7     |

G = Partite giocate; V = Vittorie; N = Nulle/Pareggi; P = Perse; GF = Goal fatti; GS = Goal subiti; 

## Globale
| Pos. | Squadra              | G  | V  | N  | P  | GF | GS | Punti |
| ---- | -------------------- | -- | -- | -- | -- | -- | -- | ----- |
| 1    | Peñarol              | 24 | 19 | 0  | 5  | 62 | 18 | 38    |
| 2    | Nacional             | 24 | 13 | 6  | 5  | 44 | 25 | 32    |
| 3    | Defensor Sporting    | 24 | 11 | 8  | 5  | 29 | 18 | 30    |
| 4    | Cerro                | 24 | 10 | 9  | 5  | 31 | 24 | 29    |
| 5    | Montevideo Wanderers | 24 | 11 | 6  | 7  | 36 | 32 | 28    |
| 6    | Basáñez              | 24 | 8  | 8  | 8  | 23 | 31 | 24    |
| 7    | River Plate          | 24 | 9  | 4  | 11 | 26 | 26 | 22    |
| 8    | Liverpool            | 24 | 8  | 5  | 11 | 24 | 27 | 21    |
| 9    | Central Español      | 24 | 7  | 6  | 11 | 23 | 36 | 20    |
| 10   | Rampla Juniors       | 24 | 4  | 11 | 9  | 15 | 28 | 19    |
| 11   | Danubio              | 24 | 5  | 8  | 11 | 19 | 33 | 18    |
| 12   | Progreso             | 24 | 7  | 3  | 14 | 24 | 38 | 17    |
| 13   | Bella Vista          | 24 | 3  | 8  | 13 | 24 | 44 | 14    |

G = Partite giocate; V = Vittorie; N = Nulle/Pareggi; P = Perse; GF = Goal fatti; GS = Goal subiti; 

## Spareggio per il titolo
- Peñarol 1-1 ; 1-1 ; 2-1 Defensor Sporting

Peñarol vince il titolo.

## Classifica marcatori
| Gol |  |  | Giocatore   | Squadra |
| --- |  |  | ----------- | ------- |
| 17  |  |  | Darío Silva | Peñarol |

| Gol |  |  | Giocatore        | Squadra  |
| --- |  |  | ---------------- | -------- |
| 17  |  |  | Osvaldo Canobbio | Nacional |